# Панич, Игорь Васильевич
Игорь Васильевич Панич (род. 20 апреля 1919, с. Ивановка — 13 января 1990, Луганск) — советский и украинский художник-живописец, член Союза художников СССР. Заслуженный художник Украины.

## Биография
Панич Игорь Васильевич родился 20 апреля 1919 года в с. Ивановка Полтавской области.
В 1936 г. завершил обучение в Харьковском техникуме электросвязи, до 1941 г. работал техником радиовещания.
Участвовал в ВОВ, награждён орденом Отечественной войны (1985 г.).
С 1947 г. — член КПСС.
В 1950 г. закончил Харьковский художественный институт. Преподаватели спецдисциплин — С. Прохоров, А. Кокель, И. Дайц, Л. Чернов, Г. Томенко, С. Беседин.
Работал в стиле социалистического реализма, в жанрах тематической картины, пейзажа, портрета, натюрморта.
С 1951 г. — был директором Луганского художественного училища. Избирался председателем областной организации Союза художников УССР.
В 1958 г. принят в члены Союза художников СССР.
В 1972 г. получил звание Заслуженного художника УССР. Является лауреатом премии им. «Молодой гвардии». Награждён орденом «Знак почёта».
Участвовал более чем в 20 выставках — областных, республиканских, всесоюзных:
- в Киеве (1949 г.);
- Москве (1951 г.);
- Ворошиловграде (1952, 1954, 1956-57 гг.);
- Сталино (ныне Донецк) (1955 −56 г.);
- в передвижных выставках в Сталинабаде (ныне Душанбе), Ашхабаде, Самарканде, Ташкенте (респ. Узбекистан), Алма-Ате (ныне Алматы, респ. Казахстан) и Фрунзе (ныне Бишкек) (1952 г.);
- в Небит-Даге (ныне Балканабад, респ. Турменистан), Ереване (Армянская респ.), Грозном (Чеченская респ.), Краснодаре, Ставрополе (РФ) (1953 г.)

и других.
Работы художника сберегаются в различных украинских музеях, в том числе в Луганском художественном музее, в частных коллекциях Украины, Великобритании, Канады, США.

## Творчество
Основные произведения:
- «В забое» (1951);
- «Молодой горняк» (1958);
- «За декретом В. И. Ленина» (1961);
- «На отдыхе» (1963);
- «Кобзарь» (1965);
- «Хлеборобы» (1965—1966);
- «Гости в колхозе» (1966);
- «Шахтёры» (1968);
- «Семья» (1971);
- «Марковские хлеборобы» (1972);
- «Во имя жизни» (1975);
- «Солдаты. 1941 год» (1978);
- «На строительстве Ждановского конвертора» (1979);
- «Победители» (1983);
- «Тёплый вечер» (1984);
- «Хлеб-соль» (1985);
- «В конце нивы» (1988);